# Baba Jaga (baśń)
Baba Jaga (Frau Trude) – baśń opublikowana przez  braci Grimm w 1837 roku w trzecim wydaniu ich zbioru Baśni (tom 1, nr 43). Tytuł alternatywny: Pani Trude.

## Treść[1]
Główną bohaterką jest dziewczynka, która była bardzo wścibska i nieposłuszna rodzicom. Pewnego dnia oświadczyła rodzicom, że chce odwiedzić Babę Jagę (org. Frau Trude), gdyż słyszała, że jej dom jest niesamowity i pełen niezwykłych rzeczy. Rodzice stanowczo jej zabronili, tłumacząc, że Baba Jaga to zła kobieta. Jednak dziewczynka nie słuchała rodziców i udała się do Baby Jagi. Kiedy stanęła przed Babą Jagą, ta zapytała, czemu jest taka blada ze strachu. Wówczas dziewczynka odpowiedziała, że po drodze spotkała czarnego człowieka (Baba Jaga wyjaśniła, że to był węglarz), potem zielonego człowieka (myśliwy), a potem czerwonego jak krew człowieka (rzeźnik). Najbardziej jednak przestraszyła się kiedy w drzwiach jej okna ujrzała diabła z ognistą głową. Wówczas Baba Jaga wyjaśniła dziewczynce, że widziała czarownicę w jej całej krasie. Potem oświadczyła dziewczynce, że czekała na nią i że teraz dziewczynka będzie jej świecić. Wyrzekłszy to, zamieniła dziewczynkę w kawałek drewna i wrzuciła do kominka. Następnie usiadła przy ogniu by się ogrzać.